# 阮福芳蓉
阮福芳蓉（1942年2月5日—），是越南末代皇帝保大和他的第一任妻子南芳皇后的女兒。她出生於順化安定宮。年輕時，芳蓉在大叻的群鸟修道院學校讀高中，後來像姐姐芳莲一樣獲得了學士學位。她和她的兄弟姊妹一样都不喜歡保大皇帝的第二任妻子莫妮克（泰芳皇后）。
芳蓉的丈夫是一位法裔猶太商人，现已去世。兩人育有一個兒子，名叫本傑明·芳·阮（Benjamin Phuong Nguyen），與妻子和兒子住在巴黎。